# Mezquita de Beyazid
La mezquita de Beyazid (en turco: Beyazıt Camii, Bayezid Camii), también llamada la Mezquita de las Palomas (una leyenda cuenta que Beyazid II le compró a una pobre viuda una pareja de palomas y las donó luego a la mezquita), fue construida entre 1501 y 1506 por el arquitecto Yakup Şah y representa un importante punto de enlace entre las mezquitas de la Anatolia del siglo XV y las que construyó Sinan. Fue edificada siguiendo el esquema de la iglesia Hagia Sofia: una cúpula central sostenida por cuatro pilares y dos naves laterales más pequeñas, con columnas de granito y jaspe en las que se apoyan los arcos apuntados. En el interior se encuentran numerosas inscripciones de Seyh Hamdullah, el calígrafo más grande del mundo islámico

## Galería de imágenes

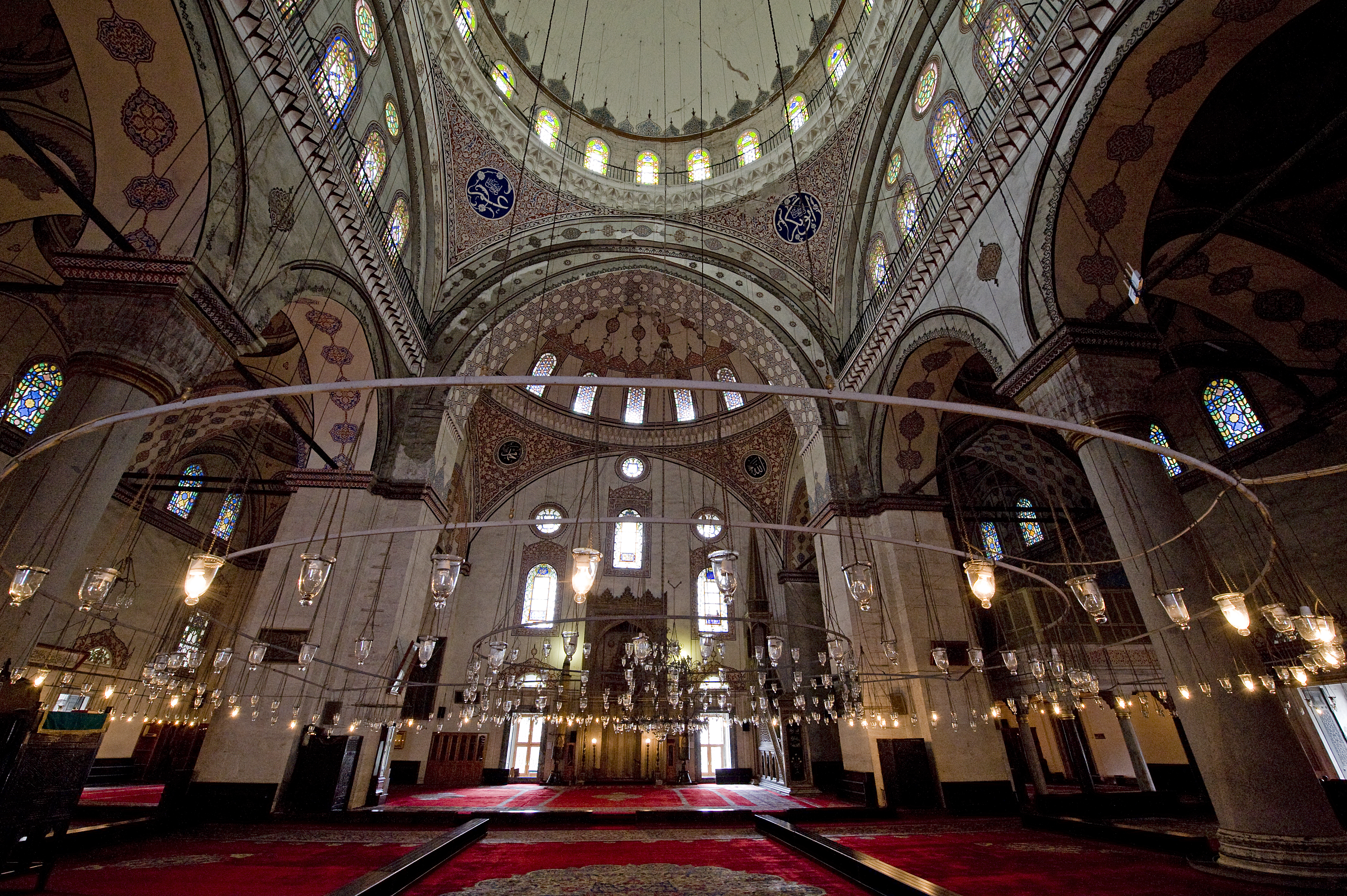
Interior de la mezquita de Beyazid
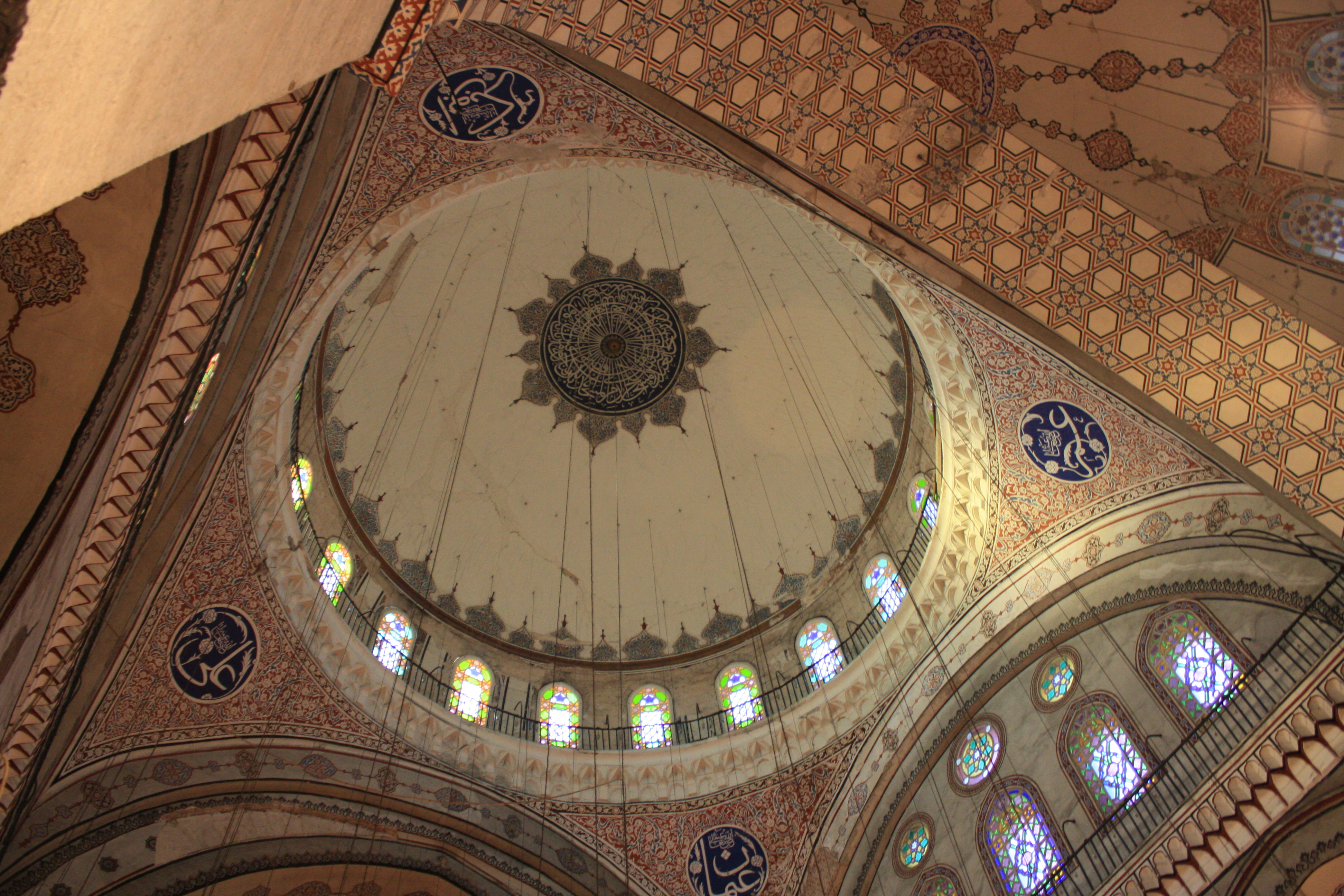
Cúpula de la mezquita
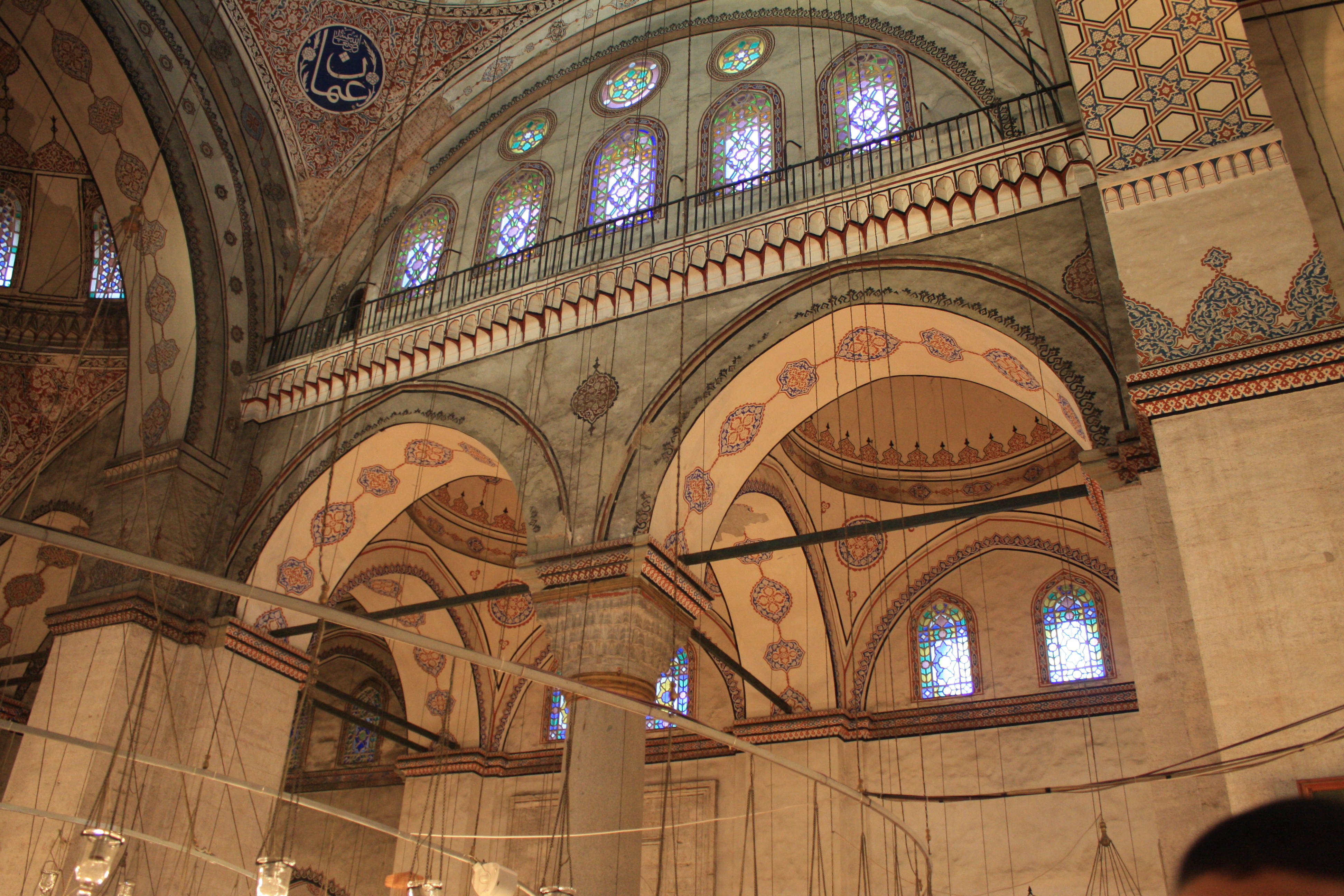
Interior de la mezquita
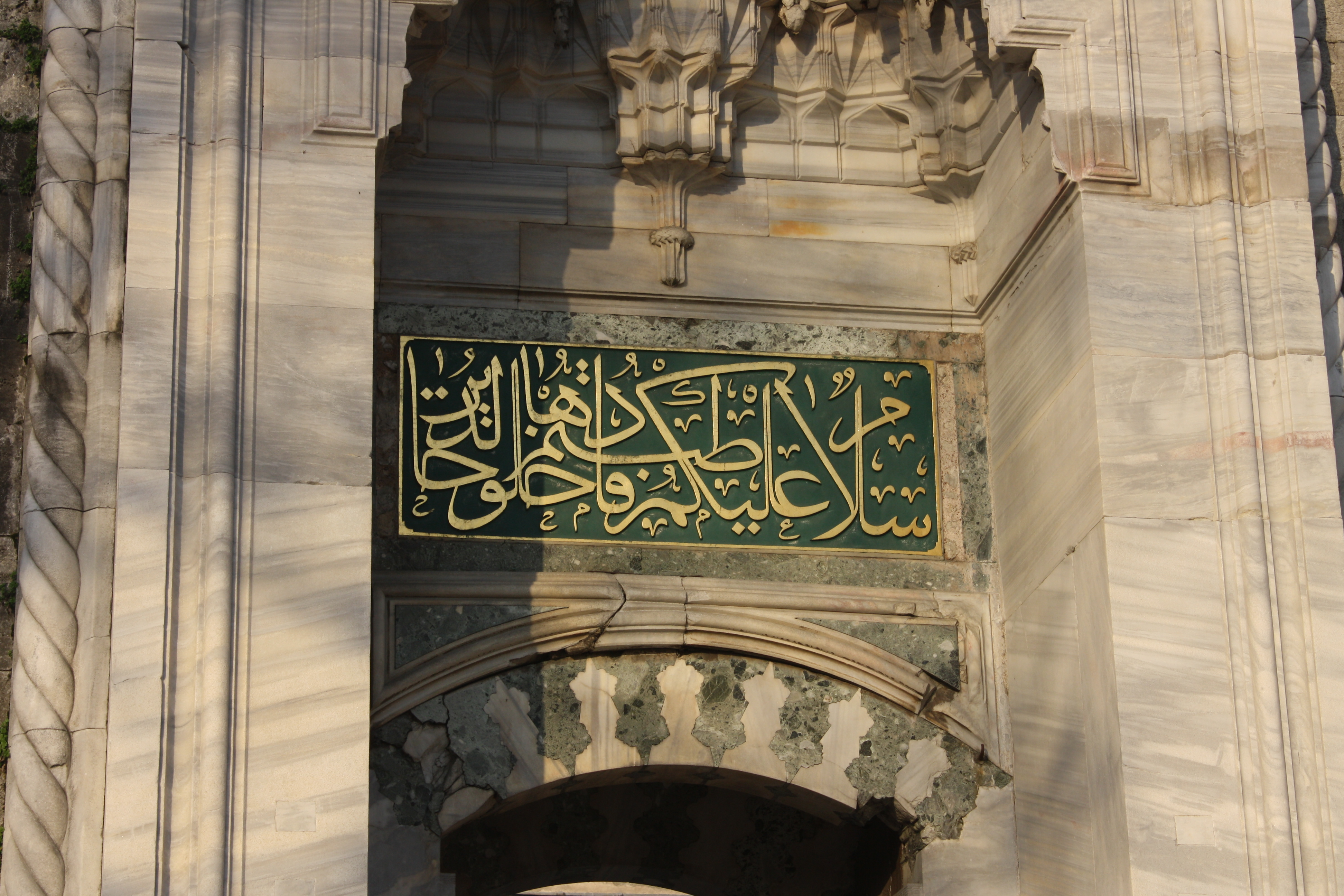
Una inscripción caligráfica encima de una puerta de la mezquita
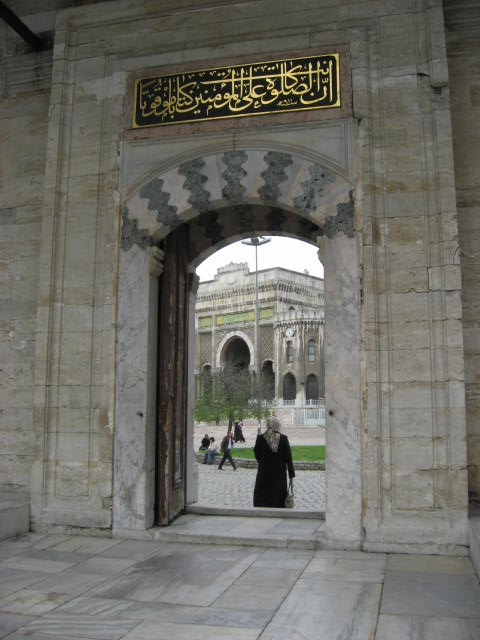
Puerta
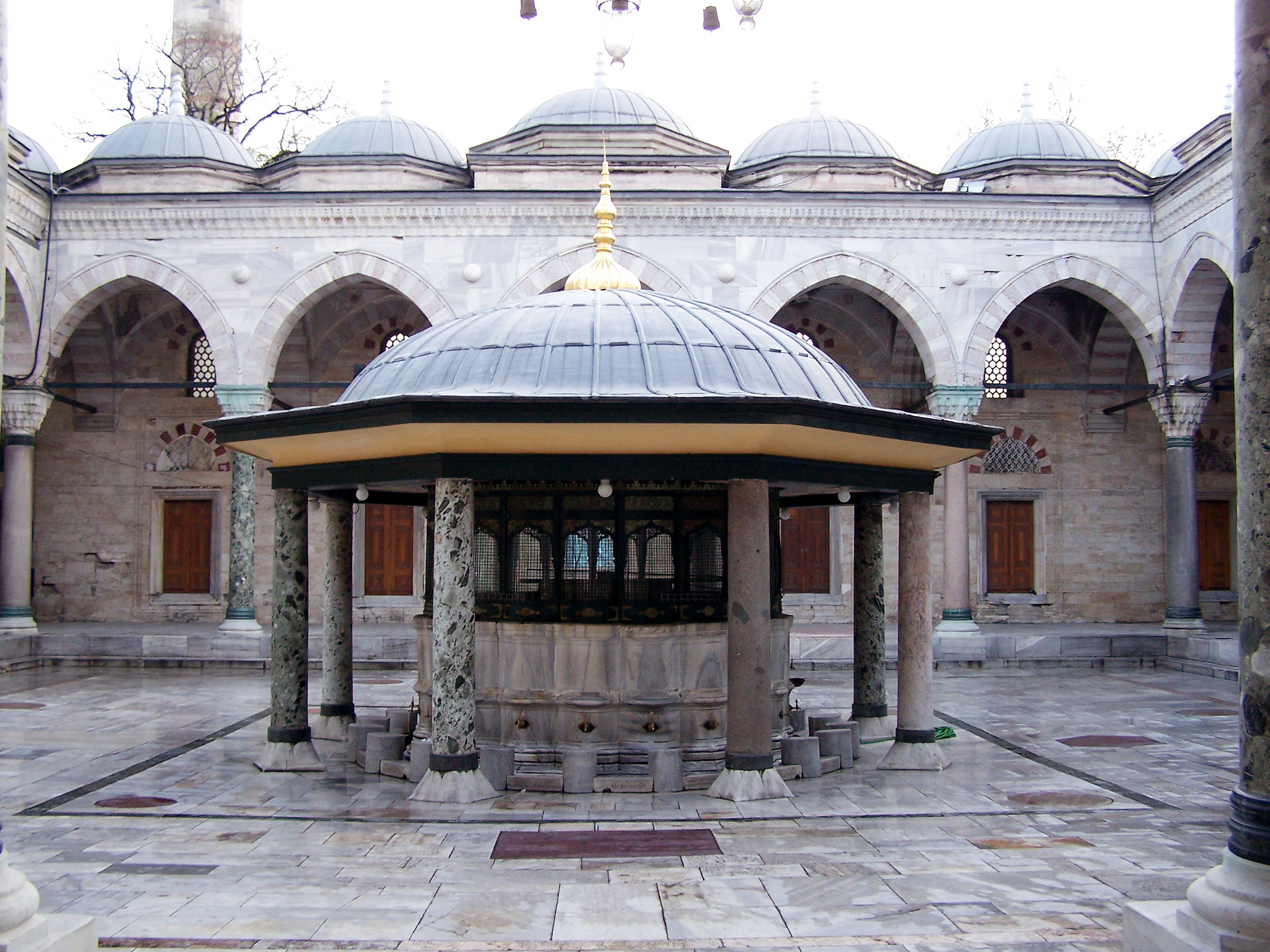
patio